# Prnjavor (kanton środkowobośniacki)
Prnjavor – wieś w Bośni i Hercegowinie, w Federacji Bośni i Hercegowiny, w kantonie środkowobośniackim, w gminie Vitez. W 2013 roku liczyła 287 mieszkańców, z czego większość stanowili Boszniacy.